# Список астероїдів (3401—3500)
| Назва                                    | Тимчасове позначення | Дата відкриття    | Місце відкриття                      | Відкривач                                  |
| ---------------------------------------- | -------------------- | ----------------- | ------------------------------------ | ------------------------------------------ |
| 3401 Vanphilos                           | 1981 PA              | 1 серпня 1981     | Гарвардська обсерваторія             | Гарвардська обсерваторія                   |
| 3402 Wisdom                              | 1981 PB              | 5 серпня 1981     | Станція Андерсон-Меса                | Едвард Бовелл                              |
| 3403 Таммі (Tammy)                       | 1981 SW              | 25 вересня 1981   | Сокорро (Нью-Мексико)                | Лоренс Тафф                                |
| 3404 Хіндерер (Hinderer)                 | 1934 CY              | 4 лютого 1934     | Обсерваторія Гейдельберг-Кеніґштуль  | К. В. Райнмут                              |
| 3405 Дайвенсай (Daiwensai)               | 1964 UQ              | 30 жовтня 1964    | Обсерваторія Цзицзіньшань            | Обсерваторія Червона Гора                  |
| 3406 Омськ (Omsk)                        | 1969 DA              | 21 лютого 1969    | КрАО                                 | Б. Бурнашова                               |
| 3407 Джиммісіммс (Jimmysimms)            | 1973 DT              | 28 лютого 1973    | Гамбурзька обсерваторія              | Любош Когоутек                             |
| 3408 Шаламов (Shalamov)                  | 1977 QG4             | 18 серпня 1977    | КрАО                                 | Черних Микола Степанович                   |
| 3409 Абрамов (Abramov)                   | 1977 RE6             | 9 вересня 1977    | КрАО                                 | Черних Микола Степанович                   |
| 3410 Верещагін (Vereshchagin)            | 1978 SZ7             | 26 вересня 1978   | КрАО                                 | Журавльова Людмила Василівна               |
| 3411 Дебетанкур (Debetencourt)           | 1980 LK              | 2 червня 1980     | Обсерваторія Ла-Сілья                | Анрі Дебеонь                               |
| 3412 Kafka                               | 1983 AU2             | 10 січня 1983     | Паломарська обсерваторія             | Рендольф Кірк, Дональд Руді                |
| 3413 Андріана (Andriana)                 | 1983 CB3             | 15 лютого 1983    | Станція Андерсон-Меса                | Норман Томас                               |
| 3414 Шампольйон (Champollion)            | 1983 DJ              | 19 лютого 1983    | Станція Андерсон-Меса                | Едвард Бовелл                              |
| 3415 Денбі (Danby)                       | 1928 SL              | 22 вересня 1928   | Обсерваторія Гейдельберг-Кеніґштуль  | Карл Рейнмут                               |
| 3416 Дорріт (Dorrit)                     | 1931 VP              | 8 листопада 1931  | Обсерваторія Гейдельберг-Кеніґштуль  | К. В. Райнмут                              |
| 3417 Темблін (Tamblyn)                   | 1937 GG              | 1 квітня 1937     | Обсерваторія Гейдельберг-Кеніґштуль  | К. В. Райнмут                              |
| 3418 Ізвєков (Izvekov)                   | 1973 QZ1             | 31 серпня 1973    | КрАО                                 | Смирнова Тамара Михайлівна                 |
| 3419 Ґут (Guth)                          | 1981 JZ              | 8 травня 1981     | Обсерваторія Клеть                   | Ладіслав Брожек                            |
| 3420 Стендіш (Standish)                  | 1984 EB              | 1 березня 1984    | Станція Андерсон-Меса                | Едвард Бовелл                              |
| 3421 Янчженьнін (Yangchenning)           | 1975 WK1             | 26 листопада 1975 | Обсерваторія Цзицзіньшань            | Обсерваторія Червона Гора                  |
| 3422 Рейд (Reid)                         | 1978 OJ              | 28 липня 1978     | Пертська обсерваторія                | Пертська обсерваторія                      |
| 3423 Слоука (Slouka)                     | 1981 CK              | 9 лютого 1981     | Обсерваторія Клеть                   | Ладіслав Брожек                            |
| 3424 Нушль (Nusl)                        | 1982 CD              | 14 лютого 1982    | Обсерваторія Клеть                   | Ладіслав Брожек                            |
| 3425 Хурукава (Hurukawa)                 | 1929 BD              | 29 січня 1929     | Обсерваторія Гейдельберг-Кеніґштуль  | К. В. Райнмут                              |
| 3426 Секі (Seki)                         | 1932 CQ              | 5 лютого 1932     | Обсерваторія Гейдельберг-Кеніґштуль  | К. В. Райнмут                              |
| 3427 Сентмартоні (Szentmartoni)          | 1938 AD              | 6 січня 1938      | Обсерваторія Конколь                 | Дєрдь Кулін                                |
| 3428 Робертс (Roberts)                   | 1952 JH              | 1 травня 1952     | Обсерваторія Ґете Лінка              | Університет Індіани                        |
| 3429 Чуваєв (Chuvaev)                    | 1974 SU1             | 19 вересня 1974   | КрАО                                 | Черних Людмила Іванівна                    |
| 3430 Бредфілд (Bradfield)                | 1980 TF4             | 9 жовтня 1980     | Паломарська обсерваторія             | Керолін Шумейкер                           |
| 3431 Накано (Nakano)                     | 1984 QC              | 24 серпня 1984    | Обсерваторія Ґейсей                  | Тсутому Секі                               |
| 3432 Кобусізава (Kobuchizawa)            | 1986 EE              | 7 березня 1986    | Кобусізава                           | Масару Іноуе, Осаму Мурамацу, Такеші Урата |
| 3433 Ференбак (Fehrenbach)               | 1963 TJ1             | 15 жовтня 1963    | Обсерваторія Ґете Лінка              | Університет Індіани                        |
| 3434 Герлес (Hurless)                    | 1981 VO              | 2 листопада 1981  | Станція Андерсон-Меса                | Браян Скіфф                                |
| 3435 Баурі (Boury)                       | 1981 XC2             | 2 грудня 1981     | Обсерваторія Верхнього Провансу      | Франсуа Доссен                             |
| 3436 Ібадінов (Ibadinov)                 | 1976 SS3             | 24 вересня 1976   | КрАО                                 | Черних Микола Степанович                   |
| 3437 Капиця (Kapitsa)                    | 1982 UZ5             | 20 жовтня 1982    | КрАО                                 | Карачкіна Людмила Георгіївна               |
| 3438 Інаррадас (Inarradas)               | 1974 SD5             | 21 вересня 1974   | Астрономічний комплекс Ель-Леонсіто  | Обсерваторія Фелікса Аґілара               |
| 3439 Лебовський (Lebofsky)               | 1983 RL2             | 4 вересня 1983    | Станція Андерсон-Меса                | Едвард Бовелл                              |
| 3440 Штампфер (Stampfer)                 | 1950 DD              | 17 лютого 1950    | Обсерваторія Гейдельберг-Кеніґштуль  | К. В. Райнмут                              |
| 3441 Почайна (Pochaina)                  | 1969 TS1             | 8 жовтня 1969     | КрАО                                 | Черних Людмила Іванівна                    |
| 3442 Яшин (Yashin)                       | 1978 TO7             | 2 жовтня 1978     | КрАО                                 | Журавльова Людмила Василівна               |
| 3443 Leetsungdao                         | 1979 SB1             | 26 вересня 1979   | Обсерваторія Цзицзіньшань            | Обсерваторія Червона Гора                  |
| 3444 Степанян (Stepanian)                | 1980 RJ2             | 7 вересня 1980    | КрАО                                 | Черних Микола Степанович                   |
| 3445 Пінсон (Pinson)                     | 1983 FC              | 16 березня 1983   | Станція Андерсон-Меса                | Еван Барр                                  |
| 3446 Комбес (Combes)                     | 1942 EB              | 12 березня 1942   | Обсерваторія Гейдельберг-Кеніґштуль  | К. В. Райнмут                              |
| 3447 Беркголтер (Burckhalter)            | 1956 SC              | 29 вересня 1956   | Обсерваторія Ґете Лінка              | Університет Індіани                        |
| 3448 Нарбут (Narbut)                     | 1977 QA5             | 22 серпня 1977    | КрАО                                 | Черних Микола Степанович                   |
| 3449 Абелл (Abell)                       | 1978 VR9             | 7 листопада 1978  | Паломарська обсерваторія             | Е. Гелін, Ш. Дж. Бас                       |
| 3450 Домманже (Dommanget)                | 1983 QJ              | 31 серпня 1983    | Обсерваторія Ла-Сілья                | Анрі Дебеонь                               |
| 3451 Mentor                              | 1984 HA1             | 19 квітня 1984    | Обсерваторія Клеть                   | Антонін Мркос                              |
| 3452 Гоук (Hawke)                        | 1980 OA              | 17 липня 1980     | Станція Андерсон-Меса                | Едвард Бовелл                              |
| 3453 Достоєвський (Dostoevsky)           | 1981 SS5             | 27 вересня 1981   | КрАО                                 | Карачкіна Людмила Георгіївна               |
| 3454 Ліске (Lieske)                      | 1981 WB1             | 24 листопада 1981 | Станція Андерсон-Меса                | Едвард Бовелл                              |
| 3455 Крістенсен (Kristensen)             | 1985 QC              | 20 серпня 1985    | Станція Андерсон-Меса                | Едвард Бовелл                              |
| 3456 Етьєннмері (Etiennemarey)           | 1985 RS2             | 5 вересня 1985    | Обсерваторія Ла-Сілья                | Анрі Дебеонь                               |
| 3457 Арненордхайм (Arnenordheim)         | 1985 RA3             | 5 вересня 1985    | Обсерваторія Ла-Сілья                | Анрі Дебеонь                               |
| 3458 Бодуня (Boduognat)                  | 1985 RT3             | 7 вересня 1985    | Обсерваторія Ла-Сілья                | Анрі Дебеонь                               |
| 3459 Боділ (Bodil)                       | 1986 GB              | 2 квітня 1986     | Обсерваторія Брорфельде              | Поуль Єнсен                                |
| 3460 Ашкова (Ashkova)                    | 1973 QB2             | 31 серпня 1973    | КрАО                                 | Смирнова Тамара Михайлівна                 |
| 3461 Мандельштам (Mandelshtam)           | 1977 SA1             | 18 вересня 1977   | КрАО                                 | Черних Микола Степанович                   |
| 3462 Чжоугуанчжао (Zhouguangzhao)        | 1981 UA10            | 25 жовтня 1981    | Обсерваторія Цзицзіньшань            | Обсерваторія Червона Гора                  |
| 3463 Каокуен (Kaokuen)                   | 1981 XJ2             | 3 грудня 1981     | Обсерваторія Цзицзіньшань            | Обсерваторія Червона Гора                  |
| 3464 Оунесбай (Owensby)                  | 1983 BA              | 16 січня 1983     | Станція Андерсон-Меса                | Едвард Бовелл                              |
| 3465 Тревір (Trevires)                   | 1984 SQ5             | 20 вересня 1984   | Обсерваторія Ла-Сілья                | Анрі Дебеонь                               |
| 3466 Рітіна (Ritina)                     | 1975 EA6             | 6 березня 1975    | КрАО                                 | Черних Микола Степанович                   |
| 3467 Бернхайм (Bernheim)                 | 1981 SF2             | 26 вересня 1981   | Станція Андерсон-Меса                | Норман Томас                               |
| 3468 Урґента (Urgenta)                   | 1975 AM              | 7 січня 1975      | Ціммервальдська обсерваторія         | Пауль Вільд                                |
| 3469 Булгаков (Bulgakov)                 | 1982 UL7             | 21 жовтня 1982    | КрАО                                 | Карачкіна Людмила Георгіївна               |
| 3470 Яроніка (Yaronika)                  | 1975 ES              | 6 березня 1975    | КрАО                                 | Черних Микола Степанович                   |
| 3471 Амелін (Amelin)                     | 1977 QK2             | 21 серпня 1977    | КрАО                                 | Черних Микола Степанович                   |
| 3472 Апґрен (Upgren)                     | 1981 EJ10            | 1 березня 1981    | Обсерваторія Сайдинг-Спрінг          | Ш. Дж. Бас                                 |
| 3473 Саппоро (Sapporo)                   | A924 EG              | 7 березня 1924    | Обсерваторія Гейдельберг-Кеніґштуль  | К. В. Райнмут                              |
| 3474 Лінслі (Linsley)                    | 1962 HE              | 27 квітня 1962    | Обсерваторія Ґете Лінка              | Університет Індіани                        |
| 3475 Фіхте (Fichte)                      | 1972 TD              | 4 жовтня 1972     | Гамбурзька обсерваторія              | Любош Когоутек                             |
| 3476 Донґґуан (Dongguan)                 | 1978 UF2             | 28 жовтня 1978    | Обсерваторія Цзицзіньшань            | Обсерваторія Червона Гора                  |
| 3477 Казбеґі (Kazbegi)                   | 1979 KH              | 19 травня 1979    | Обсерваторія Ла-Сілья                | Річард Вест                                |
| 3478 Фанале (Fanale)                     | 1979 XG              | 14 грудня 1979    | Станція Андерсон-Меса                | Едвард Бовелл                              |
| 3479 Малапарте (Malaparte)               | 1980 TQ              | 3 жовтня 1980     | Обсерваторія Клеть                   | Зденька Ваврова                            |
| 3480 Абанте (Abante)                     | 1981 GB              | 1 квітня 1981     | Станція Андерсон-Меса                | Едвард Бовелл                              |
| 3481 Xianglupeak                         | 1982 DS6             | 19 лютого 1982    | Станція Сінлун                       | Обсерваторія Пекіна                        |
| 3482 Лєсна (Lesnaya)                     | 1975 VY4             | 2 листопада 1975  | КрАО                                 | Смирнова Тамара Михайлівна                 |
| 3483 Свєтлов (Svetlov)                   | 1976 YP2             | 16 грудня 1976    | КрАО                                 | Черних Людмила Іванівна                    |
| 3484 Нойгебауер (Neugebauer)             | 1978 NE              | 10 липня 1978     | Паломарська обсерваторія             | Е. Гелін, Юджин Шумейкер                   |
| 3485 Баруччі (Barucci)                   | 1983 NU              | 11 липня 1983     | Станція Андерсон-Меса                | Едвард Бовелл                              |
| 3486 Фулчіноні (Fulchignoni)             | 1984 CR              | 5 лютого 1984     | Станція Андерсон-Меса                | Едвард Бовелл                              |
| 3487 Еджворт (Edgeworth)                 | 1978 UF              | 28 жовтня 1978    | Станція Андерсон-Меса                | Г. Л. Джіклас                              |
| 3488 Браїк (Brahic)                      | 1980 PM              | 8 серпня 1980     | Станція Андерсон-Меса                | Едвард Бовелл                              |
| 3489 Лотті (Lottie)                      | 1983 AT2             | 10 січня 1983     | Паломарська обсерваторія             | Кеннет Геркенгофф, Ґреґорі Оджаканґас      |
| 3490 Шольц (Solc)                        | 1984 SV              | 20 вересня 1984   | Обсерваторія Клеть                   | Антонін Мркос                              |
| 3491 Фрідолін (Fridolin)                 | 1984 SM4             | 30 вересня 1984   | Ціммервальдська обсерваторія         | Пауль Вільд                                |
| 3492 Петра-Пері (Petra-Pepi)             | 1985 DQ              | 16 лютого 1985    | Обсерваторія Клеть                   | М. Махрова                                 |
| 3493 Степанов (Stepanov)                 | 1976 GR6             | 3 квітня 1976     | КрАО                                 | Черних Микола Степанович                   |
| 3494 Пурпурпурова гора (Purple Mountain) | 1980 XW              | 7 грудня 1980     | Обсерваторія Цзицзіньшань            | Обсерваторія Червона Гора                  |
| 3495 Колчаґуа (Colchagua)                | 1981 NU              | 2 липня 1981      | Астрономічна станція Серро Ель Робле | Луїс Ґонсалес                              |
| 3496 Arieso                              | 1977 RC              | 5 вересня 1977    | Обсерваторія Ла-Сілья                | Ганс-Еміль Шустер                          |
| 3497 Іннанен (Innanen)                   | 1941 HJ              | 19 квітня 1941    | Турку                                | Люсі Отерма                                |
| 3498 Белтон (Belton)                     | 1981 EG14            | 1 березня 1981    | Обсерваторія Сайдинг-Спрінг          | Ш. Дж. Бас                                 |
| 3499 Гоппе (Hoppe)                       | 1981 VW1             | 3 листопада 1981  | Обсерваторія Карла Шварцшильда       | Ф. Бернґен, К. Кірш                        |
| 3500 Кобаясі (Kobayashi)                 | A919 SD              | 18 вересня 1919   | Обсерваторія Гейдельберг-Кеніґштуль  | К. В. Райнмут                              |

| Астероїди 1—10000 → |           |           |           |           |           |           |           |           |            |
| 1—100               | 1001—1100 | 2001—2100 | 3001—3100 | 4001—4100 | 5001—5100 | 6001—6100 | 7001—7100 | 8001—8100 | 9001—9100  |
| 101—200             | 1101—1200 | 2101—2200 | 3101—3200 | 4101—4200 | 5101—5200 | 6101—6200 | 7101—7200 | 8101—8200 | 9101—9200  |
| 201—300             | 1201—1300 | 2201—2300 | 3201—3300 | 4201—4300 | 5201—5300 | 6201—6300 | 7201—7300 | 8201—8300 | 9201—9300  |
| 301—400             | 1301—1400 | 2301—2400 | 3301—3400 | 4301—4400 | 5301—5400 | 6301—6400 | 7301—7400 | 8301—8400 | 9301—9400  |
| 401—500             | 1401—1500 | 2401—2500 | 3401—3500 | 4401—4500 | 5401—5500 | 6401—6500 | 7401—7500 | 8401—8500 | 9401—9500  |
| 501—600             | 1501—1600 | 2501—2600 | 3501—3600 | 4501—4600 | 5501—5600 | 6501—6600 | 7501—7600 | 8501—8600 | 9501—9600  |
| 601—700             | 1601—1700 | 2601—2700 | 3601—3700 | 4601—4700 | 5601—5700 | 6601—6700 | 7601—7700 | 8601—8700 | 9601—9700  |
| 701—800             | 1701—1800 | 2701—2800 | 3701—3800 | 4701—4800 | 5701—5800 | 6701—6800 | 7701—7800 | 8701—8800 | 9701—9800  |
| 801—900             | 1801—1900 | 2801—2900 | 3801—3900 | 4801—4900 | 5801—5900 | 6801—6900 | 7801—7900 | 8801—8900 | 9801—9900  |
| 901—1000            | 1901—2000 | 2901—3000 | 3901—4000 | 4901—5000 | 5901—6000 | 6901—7000 | 7901—8000 | 8901—9000 | 9901—10000 |